# Fabien Fournier
Pour les articles homonymes, voir Fournier.
Fabien Fournier, né le 15 septembre 1982 à Toulon, est un auteur transmédia français, créateur de la Funglisoft Production et d'Olydri Studio. Il est notamment réalisateur et scénariste de web-séries et longs métrages, postproducteur, écrivain de romans et de light novels, scénariste de bandes dessinées, mangas et acteur.
Il est principalement connu pour être l'un des précurseurs ayant contribué au développement du transmédia en France, en créant et en développant la licence Noob dont l'histoire se développe en web-série, romans, bandes dessinées, jeux vidéo, films et mangas, le tout à travers des contenus à la fois indépendants et complémentaires.

## Biographie
Fabien obtient un Baccalauréat littéraire et effectue une année de Lettres Modernes avant de changer de voie et de faire des études de droit. En 2008, il obtient un master 2 en droit des médias (bac +5) et un DUT en droit des nouvelles technologies.
Il crée en 2000 la Funglisoft Production, une association réalisant des films amateurs influencés par les jeux vidéo, la japanimation et le cinéma américain, inspiré par Alex Pilot, créateur des Bitoman, de France Five et cocréateur de la chaîne Nolife avec Sébastien Ruchet.
En 2000, il commence sa carrière de réalisateur avec la trilogie Final Quest, une parodie mettant en scène divers personnages issus des jeux vidéo et de la japanimation.
En 2002, il réalise la web-série Lost Levels, la première du net sur le thème du MMORPG en série live. Elle se termine en 2007 après seize épisodes divisés en trois saisons et marque une progression au niveau de la réalisation, de l'écriture et de la post-production. Elle renaît avec son reboot Noob en 2008.
En 2006, il réalise Syrial, un one shot sur le thème de la science fantasy. Cette même année, il joue dans Implacable du réalisateur Basile Krasnopolsky. En 2007, il réalise un second one shot, Phoenix, sur le thème des comics, et joue dans Z-Man du groupe Amapix, réalisé par Bastien Tribalat. Il apparaît également dans Bioumen 5 du réalisateur Charly Picciochi sous les traits du Bioumen rouge.
En 2008, il fait un stage de six mois chez Istiqlal films et participe au tournage du making-of du film de Philippe Faucon, Dans la vie.
Il est également auteur et interprète (il double toutes les voix) de parodies audio MP3 sur ses propres univers, ainsi que sur World of Warcraft et Le Seigneur des anneaux.
En septembre 2008, il amorce l'écriture et la réalisation de la première saison de Noob, une web-série humoristique sur le thème des jeux vidéo en ligne, qui devient la web-série francophone la plus regardée de 2009 à nos jours. Cinq saisons ont été produites et diffusées sur les chaînes Nolife et KZTV et sur Internet. On peut y voir Johanna Fournier, sœur de Fabien Fournier, y interpréter Ivy. Au-delà de la web-série, Noob est une licence multimédia pensée dès le début pour voir son histoire déclinée sur plusieurs supports à la fois indépendants et complémentaires. Des aventures inédites des personnages de Noob venant compléter la web-série sont également éditées en bandes dessinées chez Soleil Productions et en romans aux éditions Octobre. L'équipe Noob'dev prépare un jeu vidéo.
En décembre 2011, il fonde Olydri Studio, une SARL dédiée au transmédia.
En 2012, il réalise la première saison de WarpZone, une web-série humoristique sur le thème des comics, du manga, du cinéma et des jeux vidéo. Les premiers épisodes sont diffusés sur Internet et sur la chaîne Nolife dès le 2 novembre 2012.
En 2013, il annonce sur sa chaîne un projet de film Noob via crowdfunding, qui fera la transition entre les saisons 5 et 6. 
35 000 euros atteints en 15 heures seulement sur Ulule.com. Le film Noob est confirmé, et une trilogie est même envisagée. Au bout des 70 jours, la somme de 681 031 euros a été collectée,,,.
Durant l'été de cette même année, il se marie avec Anne-Laure Jarnet, actrice dans la série Noob qui interprète personnage de Gaea.
En 2014, il acquiert une dimension internationale en remportant l'award de la meilleure web-série étrangère à Hollywood, dans le cadre des Streamy Awards.
Cette même année, il crée la marque PGM STUFF (source de financement pour l'auto-édition de ses projets) et structure la branche éditoriale d'Olydri.
En février 2017, il termine la trilogie Noob, dont le premier et le dernier film ont été projetés en avant-première au Grand Rex de Paris, les 10 et 11 janvier 2015 et le 5 février 2017. Le second film a été projeté en avant-première au palais Neptune de Toulon le samedi 30 janvier 2016, devant 9 000 spectateurs cumulés. Ces quatre soirées ont également donné lieu à un concert et à des shows avec les acteurs de Noob, mis en scène par Anne-Laure Jarnet.
En juin 2017, il écrit et sort le premier light novel respectant chacune des caractéristiques éditoriales du format papier original tel qu'il existe au Japon. Il crée une campagne de réservations sur Ulule, qui est un succès avec un score de 4661 %.
En septembre 2017, il lance un crowdfunding pour un jeu vidéo Noob. Il s'agit de la première levée de fonds participative à dépasser le million d'euros en Europe. Le score final a atteint 1 246 852 euros le 12 novembre. Il s'agissait alors du record d'Europe,,, et titre qu'il a gardé jusqu'en 2020 où il a été dépassé par le youtubeur Bob Lennon avec 1,8 million d'euros .
Début 2018, la web-série Noob dépasse les 100 millions de visionnages,
En octobre 2018, il dirige pour la première fois un acteur américain en tant que réalisateur, avec l'arrivée de Corin Nemec dans le casting de Noob pour des apparitions dans les saisons 9 et 10.

## Filmographie

### Réalisateur

#### Courts-métrages
- 2005 : Syrial
- 2007 : Fungli-heroes
- 2007 : Phoenix
- 2007 : Rédemption
- 2008 : Les Epines
- 2008 : Bbox (publicité)
- 2008 : Évolution 2.0 (bande-annonce démo)
- 2008 : Crossover
- 2008 : Djeuns (pilote web-série)
- 2008 : Horizon 2.0 (pilote web-série)
- 2009 : Je suis un Noob (clip)
- 2010 : Roxor (clip)
- 2017 : Sauvons les rôlistes (clip Naheulbeuk)
- 2018 : Les Descartomanciens

#### Web-séries
- 2000 - 2006 : Final Quest
- 2002 - 2007 : Lost Levels
- 2008 - 2024 : Noob
- 2012 - 2013 : WarpZone Project
- 2012 - 2015 : Le Blog de Gaea (co-réalisation avec Anne-Laure Jarnet)
- 2019 : WarpZone Rebirth

#### Films
- 2015 : Noob : Le Conseil des Trois Factions
- 2016 : Noob : La Quête Légendaire
- 2017 : Noob : La croisée des destins
- 2020 : Noob : Les donjons éphémères
- 2025 : Noob : Les arcanes ultimes

### Acteur
- 2000 - 2006 : Final Quest (trilogie)
- 2002 - 2007 : Lost Levels (web-série) : Phantom
- 2005 : Syrial (court métrage)
- 2006 : Implacable (court métrage)
- 2007 : Fungli-heroes (court métrage)
- 2007 : Z-man (court métrage)
- 2007 : Bioumen 5 (court métrage)
- 2007 : Phoenix (court métrage)
- 2008 : Évolution 2.0 (bande-annonce démo)
- 2008 : Crossover (court métrage)
- 2008 : Djeuns (pilote web-série)
- 2008 : Horizon 2.0 (pilote web-série)
- 2008 - 2024 : Noob : Fantöm, Guerrier du Crépuscule
- 2012 : WarpZone Project (voix off) (web-série)

## Publications

### Romans
- Fabien Fournier, Noob arc 1.5 : La Pierre des Âges, vol. 1, t. 1.5, Olydri, 2009 chez octobre / 2018 chez olydri éditions, 300 p. (ISBN 979-10-95780-22-9, présentation en ligne)
- Fabien Fournier, Noob arc 2.5 : Le Continent sans retour, vol. 2, t. 2.5, Olydri, 2010 chez octobre / 2018 chez olydri éditions, 300 p. (ISBN 979-10-95780-23-6, présentation en ligne)
- Fabien Fournier, Noob arc 3.5 : Les fantômes du passé, vol. 3, t. 3.5, Olydri, 2011 chez octobre / 2018 chez olydri éditions, 300 p. (ISBN 979-10-95780-24-3, présentation en ligne)
- Fabien Fournier, Noob arc 4.5 : La faction du Chaos, vol. 4, t. 4.5, Olydri, 2012 chez octobre / 2018 chez olydri éditions, 300 p. (ISBN 979-10-95780-25-0, présentation en ligne)
- Fabien Fournier, Noob arc 5.5 : Par-delà l'horizon, vol. 5, t. 5.5, Olydri, 2017 chez octobre / 2018 chez olydri éditions, 300 p. (ISBN 979-10-95780-26-7, présentation en ligne)
- Fabien Fournier, Néogicia, Tome 1 : Second Éveil, Olydri Éditions, 1er avril 2014, 332 p.  (ISBN 978-2-9547567-07),
- Fabien Fournier, Néogicia, Tome 2 : Héritage, Olydri Éditions, 24 juin 2016, 391 p.  (ISBN 979-1-0957800-76),
- Fabien Fournier, Néogicia, Tome 3 : Contagion , 2017 , Olydri Éditions  (ISBN 979-10-95780-04-5),

### Bandes dessinées
La série est adaptée depuis le 24 mars 2010 en bande dessinée par Fabien Fournier, Philippe Cardona et Florence Torta, aux éditions Soleil.
- Noob tome 1 - Tu veux entrer dans ma guilde. Date de sortie : 24 mars 2010.  (ISBN 978-2-302-01067-3)
- Noob tome 2 - Les Filles, elles savent pas jouer d'abord. Date de sortie : 21 juillet 2010.  (ISBN 978-2-302-01160-1)
- Noob tome 3 - Un jour, je serai niveau 100. Date de sortie : 26 janvier 2011.  (ISBN 978-2-302-01383-4)
- Noob tome 4 - Les crédits ou la vie. Date de sortie : 22 juin 2011.  (ISBN 978-2-302-01742-9)
- Noob tome 5 - La coupe de Flux-Ball. Date de sortie : 9 novembre 2011. (ISBN 978-2-302-01857-0)
- Noob tome 6 - Désordre en Olydri. Date de sortie : 20 juin 2012. (ISBN 978-2-302-02331-4)
- Noob tome 7 - La chute de l'Empire. Date de sortie : 31 octobre 2012. (ISBN 978-2-302-02427-4)
- Noob tome Hors Série - Tenshirock nous a piratés ! Date de sortie : 17 avril 2013.  (ISBN 978-2-302-02472-4)
- Noob tome 8 - Retour à la case départ.  (ISBN 978-2-302-03139-5)
- Noob tome 9 - Mauvaise Réputation. Date de sortie : 4 juin 2014. (ISBN 978-2-302-03831-8)
- Noob tome 10 - À la guerre comme à la guerre ! Date de sortie : 24 juin 2015.  (ISBN 978-2-302-04645-0)
- Noob tome 11 - Trois factions, trois champions, une légende ! Date de sortie : 14 septembre 2016. (ISBN 978-2-302-05199-7)
- Noob tome 12 - Le tournoi des espoirs. Date de sortie : 14 juin 2017.  (ISBN 978-2-302-06219-1)
- Noob tome 13 - Capture d'écran. Date de sortie : juin 2019

Néogicia est un spinoff de Noob par Fabien Fournier, Philippe Cardona et Florence Torta, chez Olydri éditions.
- Néogicia tome 1 - Injection. Date de sortie : 26 février 2016.  (ISBN 978-2-9547567-3-8)
- Néogicia tome 2 - Frère d'armes. Date de sortie : 23 février 2018.  (ISBN 979-10-95780-16-8)

### Mangas
La série est adaptée en manga. Un spin-off appelé Noob Reroll, qui se passe plusieurs années plus tard.
- Noob Reroll tome 1 arc 1 - Date de sortie le 4 mai 2018. (ISBN 979-1-095-78020-5)
- Noob Reroll tome 2 arc 1 - Date de sortie le 5 octobre 2018. (ISBN 979-1-095-78034-2)

Néogicia est un spinoff de Noob par Fabien Fournier et Jorys Boyer, chez Olydri éditions.
- Neogicia tome 1 arc 1 - Date de sortie le 14 juin 2019. (ISBN 979-1-095-78039-7)
- Neogicia tome 2 arc 1 - Date de sortie le 26 juin 2020. (ISBN 979-1-095-78050-2)

### Light novels
Noob a introduit pour la première fois le format light novel en France, en respectant scrupuleusement les codes originaux du Japon.
- Noob Reroll Tome 1 arc 1 - Date de sortie le 1er décembre 2018. (ISBN 979-1-095-78019-9)
- Noob Reroll Tome 2 arc 1 - Date de sortie le 30 novembre 2019. (ISBN 979-1-095-78041-0)
- Noob Tome 1 arc 1 - Date de sortie le 30 juin 2017. (ISBN 979-1-095-78015-1)
- Noob Tome 2 arc 2 - Date de sortie le 9 septembre 2019. (ISBN 979-1-095-78043-4)
- Noob Tome 3 arc 3 - Date de sortie le 11 mai 2020. (ISBN 979-1-095-78044-1)
- Noob Tome 4 arc 4 - Date de sortie le 30 avril 2021.

## Distinctions
- 2004 : 1re place pour Lost Levels 1 au concours Défi Manga.[réf. nécessaire]
- 2007 : Prix de la réalisation pour Rédemption, un court métrage réalisé lors du concours 48 heures au festival Cinémages de Toulon.[réf. nécessaire]
- 2008 : 1re place pour le clip TH au concours Fnac'live.[réf. nécessaire]
- 2008 : 1re place pour Final Quest 3 au concours Mangazur.[réf. nécessaire]
- 2008 : Prix post production au concours Bbox.[réf. nécessaire]
- 2010 : 1er prix aux Manga Party Awards dans la catégorie meilleure web-série pour Noob[12].
- 2010 : Nomination aux Streamy Awards de Los Angeles dans la catégorie meilleure web-série étrangère pour Noob[13].
- 2011 : 1er prix pour la bande-dessinée Noob au concours organisé par la chaîne Canal J[14].
- 2014 : Prix de la meilleure web-série dans la catégorie "International" aux Streamy Awards de Los Angeles[15].

## Conférences
- 2017 : Conférence Conférence TED au TEDx de Nancy édition « Lumières modernes »[16] sur le thème du transmédia